# شاوار علی
شاوار علی (انگلیسی: Shawar Ali؛ زادهٔ) هنرپیشه در بالیوود، تالیوود، کانادا سینما و مدل اهل هند است. از فیلم‌هایی که او حضور داشته می‌توان به جکسن اکشن، فریب، بهولا شانکار و همراه دو زن اشاره کرد.